# بثينة (اسم)

اسم بثينة مكتوب بخط عربي عادي.

بُثَيْنَة اسم علم مؤنث عربي، وهو تصغير «بَثْنَة»، وهي الأرض السهلة اللينة الطيبة الإنبات، والطيبة والتربة والرملة الناعمة، فأسم بثينة له معني رقيق يطلق على الأرض الخضراء وأيضا على الوجه الأبيض الجميل شديد البياض.
ويقول ابن منظور: «وينبغي أن يكون اسم المرأة تصغيرها، أعني الزُّبدة، ولهذا وصفت المرأة الحسناء البضَّة بها». أما اسمها بمعنى الهرة فليس بشيء، لأن هذا الوهم اختلط عليهم من قولهم للهرة: «بس بس» دعاءً لها.

## في الشعر العربي
ولعل أجمل ما قيل في شعر الغزل العذري ما ذكره جميل بثينة عن «بثينة» ومنه:
- أبثين إنك قد ملكت فأسجحيوخذي بحظك من كريم واصل
- فلرب عارضة علينا وصلهابالجد تخلطه بقول الهازل
- فأجبتها بالقول بعد تسترحبي بثينة عن وصالك شاغلي
- لو كان في قلبي كقدر قلامةفضلا وصلتك أو أتتك رسائلي
- صادت فؤادي يا بثين حبالكميوم الحجون وأخطأتك حبائلي
- وجاء ذكر اسم بثينة في هذه الرائعة أيضا:

- وجاء في شعر جميل أيضا: